# Procédé dye-transfer

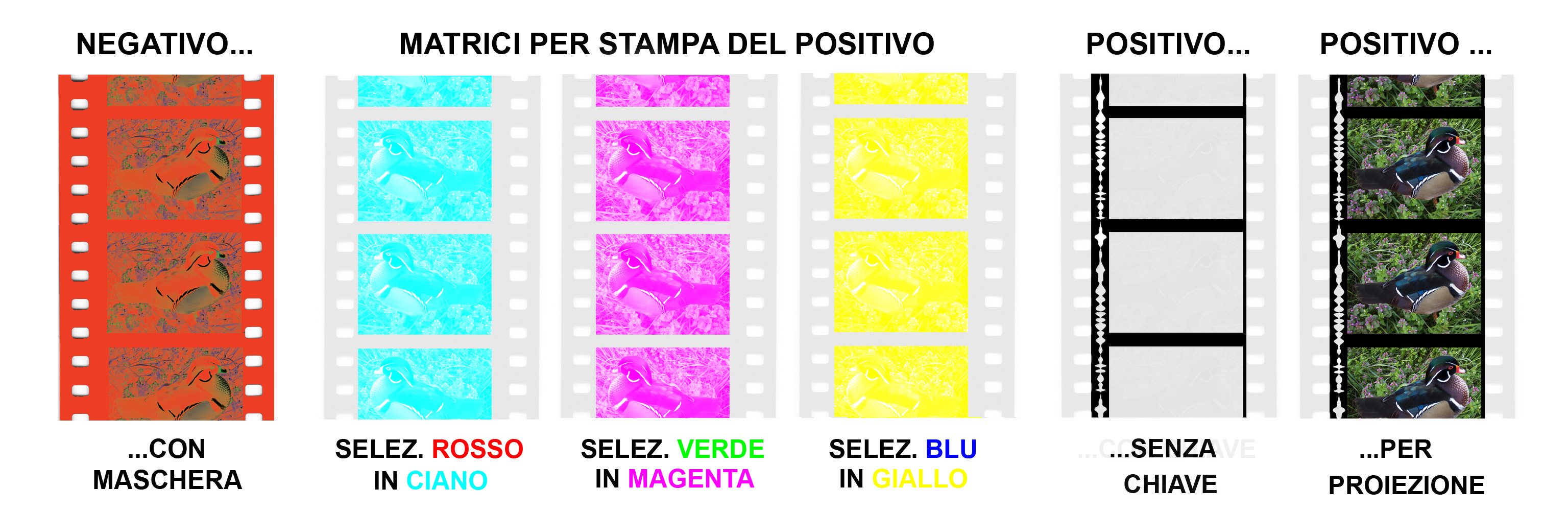
Procédé dye-transfer

Le transfert de colorant connu sous le terme dye-transfer est un processus d'impression photographique couleur à tons continus. Il a été utilisé pour imprimer des films Technicolor, ainsi que pour produire des impressions couleur papier utilisées dans la publicité ou de grands transparents pour l'affichage,.
Pour préciser, le photographe minimaliste explique :
" Pour obtenir une image en couleur, il fallait superposer 3 couches de couleurs primaires :
cyan
magenta
jaune
Chaque couleur était travaillée individuellement dans des bacs de colorants spécifiques.
La combinaison des trois couleurs permettait d’obtenir le résultat final."